# 음력 3월 21일
음력 3월 21일은 음력 3월의 21번째 날이다.

## 사건
- 2005년 - 경기도 고양시에서 킨텍스 개장.

## 탄생
- 1964년 - 대한민국의 가수 박상민.
- 1966년 - 대한민국의 가수 신승훈.
- 1979년 - 대한민국의 가수 성시경.
- 1989년 - 대한민국의 가수 유성은.

## 같이 보기
- 음력 360일: 1월 2월 3월 4월 5월 6월 7월 8월 9월 10월 11월 12월
- 전날:3월 20일 다음날:3월 22일 - 전달:2월 21일 다음달:4월 21일
- 양력:3월 21일
- 음력, 윤달